# Parlament de Kenya
El Parlament de Kenya és l'òrgan legislatiu bicameral de Kenya. Es compon de dues cambres: 
- Senat (cambra alta)
- L'Assemblea Nacional (cambra baixa)